# Dorfkirche Lietzen

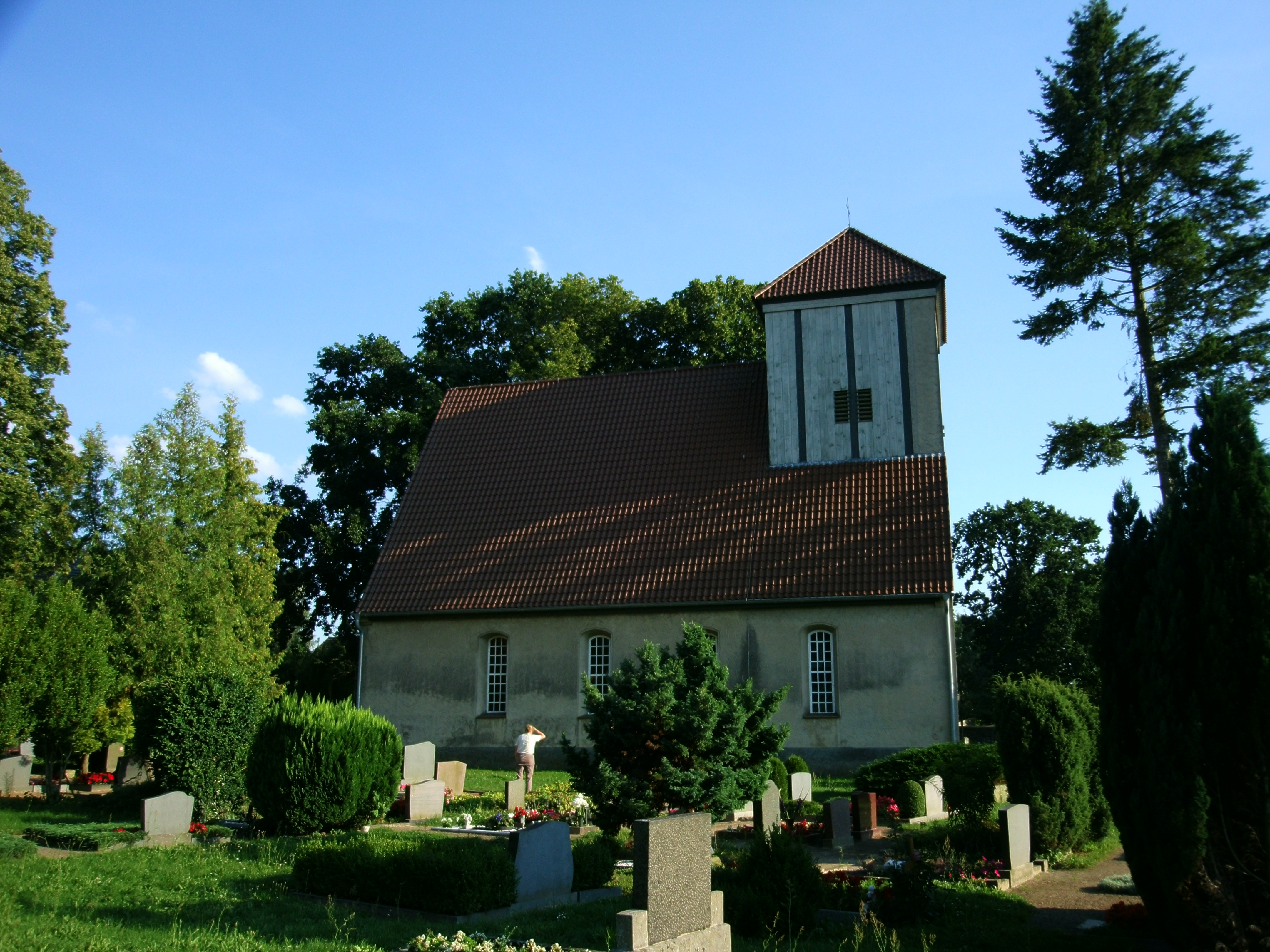
Dorfkirche Lietzen

Die denkmalgeschützte evangelische Dorfkirche Lietzen steht in Lietzen, einer Gemeinde im Landkreis Märkisch-Oderland von Brandenburg. Sie gehört zum Pfarrsprengel Neuentempel im Kirchenkreis Oderland-Spree der Evangelischen Kirche Berlin-Brandenburg-schlesische Oberlausitz.

## Beschreibung
Die Saalkirche ist im Kern eine Feldsteinkirche aus dem ersten Drittel des 13. Jahrhunderts. Bei einem eingreifenden Umbau 1729 wurde sie verputzt, die Fenster stichbogig vergrößert und dem Satteldach des Langhauses im Westen ein quadratischer Dachturm aufgesetzt, der bis auf die Westseite mit Brettern verkleidet wurde. Er ist mit einem Pyramidendach bedeckt und beherbergt hinter den als Biforien gestalteten Klangarkaden den Glockenstuhl. 1752 wurde im Osten der Südwand des Langhauses ein Anbau errichtet, in dem sich die Sakristei befindet. Nach der Zerstörung im Zweiten Weltkrieg wurde sie bis 1947 wieder aufgebaut. Dabei wurde das klassizistische hölzerne Tonnengewölbe im Innenraum rekonstruiert. 
Die Orgel mit sechs Registern auf einem Manual und Pedal wurde 1970 von W. Sauer Orgelbau Frankfurt (Oder) gebaut.